# Takabisha
Takabisha (高飛車) est un parcours de montagnes russes construit en 2011 par Gerstlauer et situé dans le parc d'attractions Fuji-Q Highland au Japon. Il est connu avoir détenu le record du monde de la chute la plus raide avec 121°, du 16 juillet 2011 au 24 octobre 2019.

## Description
L'annonce de la construction de Takabisha a été faite le 11 mai 2011,,. Les premiers tests de l'attraction ont commencé le 8 juin 2011. Son inauguration officielle et la validation de son record ont eu lieu le 16 juillet 2011.
L'ancien record était détenu depuis seulement deux semaines par le parc d'attractions français Fraispertuis-City avec le parcours de montagnes russes Timber Drop et sa chute de 113,1°. Ce record mondial fut le quatorzième de l'histoire de Fuji-Q Highland. Il a été battu le 25 octobre 2019 par TMNT Shellraiser à Nickelodeon Universe.

## Parcours
Takabisha est un parcours unique mais possédant plusieurs éléments des modèles Euro-Fighter. Le train quitte la gare d'embarquement et commence par une chute rapide dans le noir enchainée par un Heartline Roll. En deux secondes, le train est lancé par des moteurs linéaires dans un tunnel de 63 mètres de long à une vitesse de 100 km/h. Il sort alors du bâtiment et exécute une grande inversion proche du cobra roll. Le train ralentit et fait un demi‑tour pour monter un lift vertical de 43 mètres de haut. Une fois au sommet, le train est freiné dans la descente et exécute la chute de 121 °. Le train avec son élan fait un looping plongeant et un Immelmann et retourne en gare,,,.